# Тенешево
Те́нешево (Тенишево, Тенишевский) — посёлок в Жуковском районе Брянской области, в составе Летошницкого сельского поселения. Расположен в 10 км к западу от деревни Летошники, в 5 км к югу от железнодорожной платформы Белоглавая (на линии Жуковка—Клетня). Население — 33 человека (2010).

## История
Возник в 1890-х гг. при лесозаготовках во владении князя В. Н. Тенишева (первоначально называлась Чернопрудная дача, или Тенишева Пильня). До 1954 года входил в Лелятинский сельсовет.
| Годы      | 1926 | 1979 | 1989 | 2002 | 2010 |
| --------- | ---- | ---- | ---- | ---- | ---- |
| Население | 76   | 231  | 70   | 52   | 33   |